# فوسفيد الإنديوم والغاليوم

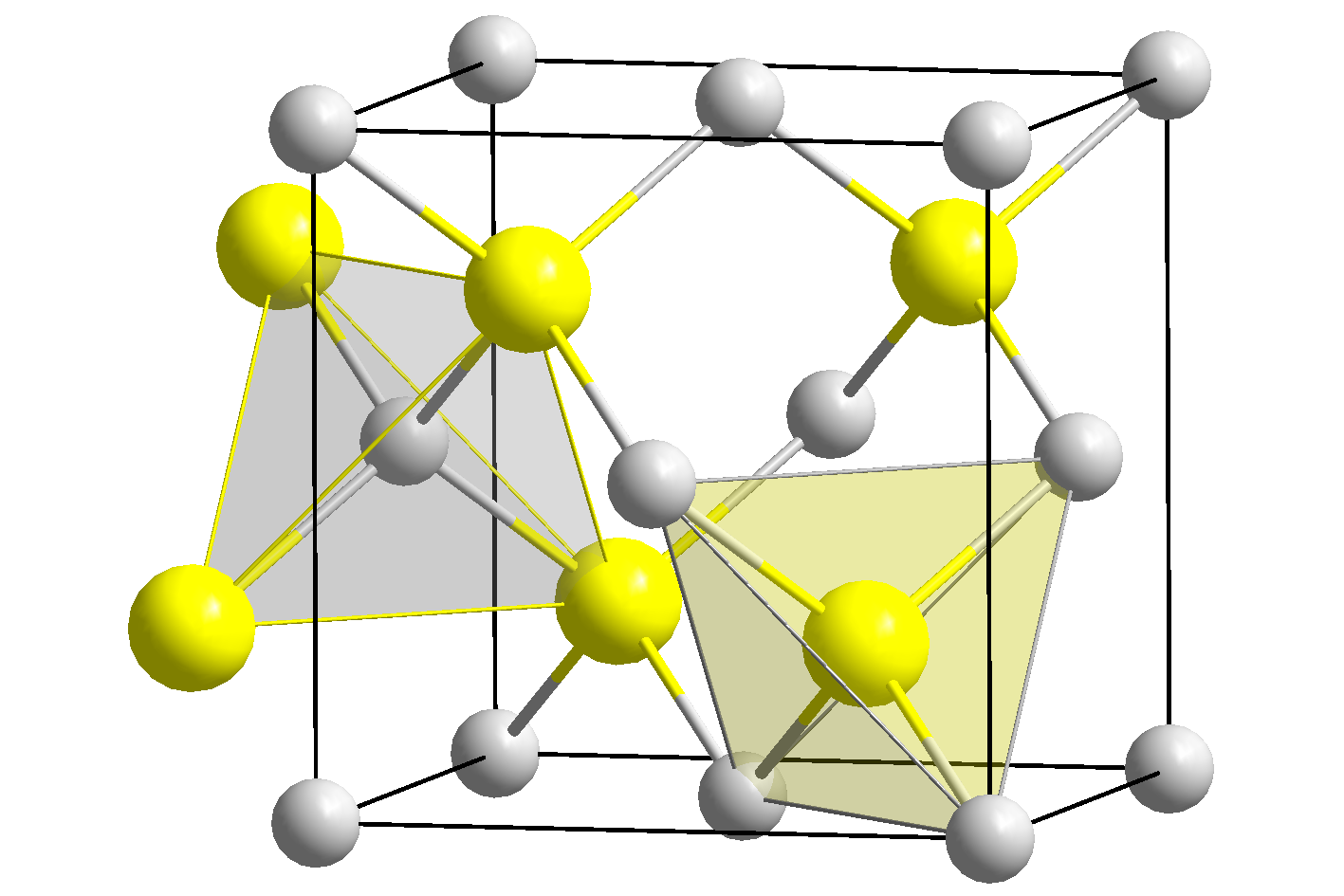
التركيب البلوري لـ ZnS (السفاليريت) مع متعددات السطوح التنسيقية

فوسفيد الإنديوم والغاليوم (GaInP) هو شبه موصل يتألف من عناصر الإنديوم والغاليوم والفوسفور. تستخدم هذه المادة شبه الموصلة في التطبيقات الإلكترونية مرتفعة القدرة ومرتفعة التوتر، وذلك بسبب خواصها المميزة من حيث سرعة الإلكترونات بالمقارنة مع أشباه الموصلات الشائعة من السيليكون وزرنيخيد الغاليوم.
كما يستخدم فوسفيد الإنديوم والغاليوم أيضاً في الخلايا الضوئية الجهدية متعددة الوصلات المطبقة على زرنيخيد الغاليوم، مما يعطيها كفاءة أعلى.